# Tomasz Miszczuk
Tomasz Piotr Miszczuk (ur. 1 marca 1971) – polski samorządowiec, prawnik i menedżer, w latach 2005–2006 członek zarządu województwa lubelskiego II kadencji.

## Życiorys
Ukończył studia filozoficzne (1995) i prawnicze (2000) na Katolickim Uniwersytecie Lubelskim Jana Pawła II. W latach 2001–2005 odbywał studia doktoranckie na Wydziale Prawa, Prawa Kanonicznego i Administracji KUL. Kształcił się w Krajowej Szkole Administracji Publicznej (2007), na kursach obronnych w Akademii Sztuki Wojennej, na studiach MBA w Kolegium Jagiellońskim – Toruńskiej Szkole Wyższej (2019), w zakresie zarządzania finansami przedsiębiorstw w Szkole Głównej Handlowej (2021) oraz informatyki w Wyższej Szkole Ekonomii i Informatyki w Krakowie (2023). 
Był zatrudniony jako przedstawiciel handlowy i menedżer, został także właścicielem spółki. W 2007 pracował jako główny specjalista w Ministerstwie Skarbu Państwa. W latach 2008–2015 pełnił funkcję prezesa Instytutu Technologii Administracji Publicznej, zajmującego się m.in. analizami transportowymi. Od 2016 do 2018 kierował PKP Informatyka, a od lipca 2018 do lipca 2019 członka zarządu Polskich Kolei Państwowych. Od sierpnia do listopada 2020 kierował spółką Energa Elektrownie Ostrołęka. Zasiadał w radach nadzorczych spółek z branży infrastrukturalnej, energetycznej i samorządowych; został także wspólnikiem prywatnej spółki.
Zaangażował się w działalność polityczną w ramach Ligi Polskich Rodzin, z jej ramienia w 2005 kandydował do Sejmu. 23 maja 2005 powołany na stanowisko członka zarządu województwa lubelskiego, odpowiedzialnego za kulturę i edukację (po wejściu LPR do koalicji rządzącej województwem). Zakończył pełnienie funkcji 1 grudnia 2006 wraz z całym zarządem. Przeszedł w międzyczasie do Prawa i Sprawiedliwości, z jego listy w 2006 bez powodzenia kandydował do rady miejskiej Lublina, a w 2014 do sejmiku lubelskiego. W 2017 został szefem strukur PiS w Lublinie.